# Corrent Liguro-Provençal
El Corrent Liguro-Provençal és un corrent marí que es forma al nord de l'illa de Còrsega per la unió de les aigües que venen del sud a banda i banda d'aquesta illa i que segueix vorejant tota la costa de Ligúria, a Itàlia, i de Provença, al sud de França. Aquest corrent perd una mica el seu caràcter en arribar al Golf de Lleó però es reconstitueix a l'alçada del Cap de Creus, al nord-est de Catalunya, i segueix tota la costa catalana i part de la del País Valencià per sortir pel Canal d'Eivissa, entre aquesta illa i el Cap de Sant Antoni.